# Montrose (Band)
Montrose war eine US-amerikanische Hardrock-Band um den Gitarristen Ronnie Montrose, die 1973 in Kalifornien gegründet wurde. Sehr bekannt wurde der Sänger Sammy Hagar, der die Gruppe 1976 für eine Solo-Karriere verließ und 1986 zu Van Halen ging.

## Bandgeschichte
Montrose ist benannt nach ihrem Leader und Gitarristen Ronnie Montrose (1947–2012). Dieser verdingte sich zunächst als Sessionmusiker bei Van Morrison und der Edgar Winter Group. Mit Bill Church (Bass), Denny Carmassi (Schlagzeug) und Sammy Hagar (Gesang) gründete er Montrose. Das erste, selbstbetitelte Album erschien bereits im ersten Jahr der noch jungen Bandgeschichte. Obwohl das Album nie eine nennenswerte Chartplatzierung erreichte, wurde es 1986 in Amerika mit Platin ausgezeichnet. Bill Church stieg dann aus der Band aus und wurde durch Alan Fitzgerald ersetzt.
Der Nachfolger Paper Money (Platz #65 der US-Billboard-Charts) erschien 1974. Wegen Spannungen mit Ronnie Montrose verließ Hagar kurz darauf die Band und startete eine erfolgreiche Solokarriere. Für ihn kam Bob James in die Band und sang das nächste Album Warner Bros. Presents... Montrose! (1975) ein. Produzent war Ronnie Montrose selbst. Das Album erreichte Platz #79 der US-Charts. Nach dem Album stieg Alan Fitzgerald aus, er tauchte später bei der Band Night Ranger auf.
Mit Randy Jo Hobbs (Bass) und Jin Alcivar (Keyboards) als Ersatz entstand 1976 das Album Jump on It. Carmassi stieg anschließend aus und in Sammy Hagars neu formierte Band ein. Montrose legte die Band auf Eis und gründete Gamma.
1987 reanimierte er Montrose mit völlig neuer Besetzung wieder und veröffentlichte das Album Mean.
1997 veröffentlicht Hagar die Single Little White Lie. Die B-Seite Rock Candy wurde mit dem Original-Line-Up von Montrose eingespielt.
Um die 2000er Best-of-Kompilation zu promoten, tourte Ronnie Montrose 2002 zusammen mit Chuck Wright (Bass, Quiet Riot), Pat Torpey (Schlagzeug, Mr. Big) und dem Sänger Keith St. John (Burning Rain). Ursprünglich sollte ein Studioalbum erscheinen, die Pläne verliefen jedoch im Sande.
Ronnie Montrose, der jahrelang an Alkoholismus und Depressionen litt und bei dem 2009 Prostatakrebs festgestellt wurde, spielte zuletzt bei der Synth-Rock-Band Anti-M und erschoss sich am 3. März 2012.

## Rezeption
Montrose gelten als erste Hard-Rock-Band aus den USA, die es mit den britischen Urvätern Black Sabbath und Deep Purple hätten aufnehmen können. Das erste Album wird heute als Klassiker der amerikanischen Rockgeschichte angesehen und als erstes Heavy-Metal-Album aus den USA. Montrose gilt als eine der einflussreichsten amerikanischen Bands ihrer Zeit. Der Nachfolger Paper Money konnte an die Qualität des Debüts anschließen, aber die weiteren Alben verfügten immer weniger über die musikalischen Innovationen des Debüts und litten vor allem an der musikalischen Inkonsistenz, die sich bereits in den Line-Up-wechseln verdeutlichte.

## Diskografie
- Montrose (1973)
- Paper Money (1974)
- Warner Brothers Presents... Montrose! (1975)
- Jump On It (1976)
- Mean (1987)
- The Very Best of Montrose (2000)

Für die ersten 5 Veröffentlichungen sind auch Deluxe-Editionen erhältlich, die neben einem Remastering auch neues Art-Work und teilweise Bonusmaterial wie Demo-Aufnahmen oder Radio-Mitschnitte enthalten.